# Philortyx fasciatus
Philortyx fasciatus е вид птица от семейство Odontophoridae, единствен представител на род Philortyx.

## Разпространение
Видът е разпространен в Мексико.